# Kuliarchar Upazila
Kuliarchar Upazila är ett underdistrikt i Bangladesh. Det ligger i den centrala delen av landet, 70 km nordost om huvudstaden Dhaka.
Trakten runt Kuliarchar Upazila består till största delen av jordbruksmark. Runt Kuliarchar Upazila är det mycket tätbefolkat, med 1 819 invånare per kvadratkilometer.